# Stephen Lawrence
Stephen Lawrence (* 13. September 1974; † 22. April 1993) war ein schwarzer britischer Student. Er wurde 1993 von mehreren Tätern aus rassistischen Motiven erstochen.

## Tat mit rassistischem Hintergrund
Der britische Teenager aus Eltham, London wurde am 22. April 1993 an einer Bushaltestelle erstochen.
Nach den ersten Ermittlungen wurden fünf Verdächtige festgenommen. Sie wurden wegen der schwachen Beweislage zunächst nicht angeklagt. Eine von der Familie des Opfers betriebene Privatklage führte zur Zulassung der Anklage gegen drei der Verdächtigen, die jedoch im Hauptverfahren aus Mangel an Beweisen freigesprochen wurden. Während der Ermittlungen wurde angenommen, dass der Mord einen rassistischen Hintergrund haben könne und Stephen Lawrence aufgrund seiner Hautfarbe getötet worden sein könnte. Das Handeln der Polizei und des Crown Prosecution Service war geprägt von Streitfragen mit rassistischen Untertönen, was im Nachhinein zu Nachforschungen führte.
1999 untersuchte ein Team unter Sir William Macpherson die Ermittlungen der Metropolitan Police und kam zu dem Schluss, dass es sich um institutionalisierten Rassismus handelte und nannten es „einen der wichtigsten Momente der modernen Rechtsprechung in Großbritannien“.
Die Mutter von Lawrence, Doreen Lawrence, widmete sich in der Folgezeit hauptsächlich dem Kampf um Gerechtigkeit für ihren Sohn und dem gesellschaftlichen Kampf gegen Rassismus. Sie war Mitglied in verschiedenen Ausschüssen und Gremien des britischen Home Office und des Metropolitan Police Service. 2013 wurde sie für ihre Verdienste zum Life Peer als Baroness Lawrence of Clarendon erhoben.

## Fundamentale Änderung der Gesetzgebung
Der Fall gewann eine große Bedeutung für die britische Gesetzgebung, da er zum Erarbeiten und Inkrafttreten des Criminal Justice Act 2003 führte. Bis dahin war in England und Wales das jahrhundertealten Prinzip Ne bis in idem (brit. Double Jeopardy) äußerst streng gehandhabt worden, das besagt, dass eine Person nach ergangenem Urteil für das gleiche Verbrechen nicht nochmals angeklagt werden darf. Der Criminal Justice Act 2003 fügte den Ausnahmen von diesem Prinzip für schwere Verbrechen explizit den Sachverhalt der „neuen und überzeugenden Beweise“ hinzu.

## Verurteilung von zwei Tätern und weitere Ermittlungen
Am 3. Januar 2012 wurden zwei der mutmaßlichen fünf Täter zu Mindeststrafen von 15 Jahren und zwei Monaten bzw. 14 Jahren und 3 Monaten verurteilt. Es wurde berücksichtigt, dass die beiden zur Tatzeit noch Jugendliche waren. Der Freispruch für einen von ihnen aus dem Jahr 1996 konnte zuvor aufgrund der neuen Gesetzgebung aufgehoben werden.
2013 leitete die Metropolitan Police eine erneute Ermittlung ein, um auch die verbleibenden drei Verdächtigen strafrechtlich zu verfolgen. Dieses Ermittlungsverfahren wurde am 11. August 2020 eingestellt.

## Gedenken
Von 1998 bis 2017 stiftete die Marco Goldschmied Foundation den Stephen Lawrence Prize in Gedenken an den ermordeten Architekturstudenten. Der Preis wurde jährlich vergeben in Zusammenarbeit von Stephen Lawrence Charitable Trust, Doreen Lawrence und dem Royal Institute of Britisch Architects für Projekte von jungen Architekten mit einem Budget unter 1 Million britische Pfund. Preisgeld waren 5.000 britische Pfund, zusätzlich wurde dieselbe Summe als Architekturstipendium an einen Architekturstudierenden vergeben.